# زنان در لبنان
زنان لبنانی در مقایسه با زنان در سایر نقاط جهان عرب از حقوق و آزادی بیشتری برخوردار هستند. برخلاف سایر کشورهای منطقه، زنان در لبنان، می‌توانند لباس‌های آزادانه تری بپوشند و با سهولت در مناطق خاصی از کشور حرکت کنند. زنان لبنانی تقریباً از حقوق مدنی و سیاسی برابر برخوردارند. با این حال، با توجه به تعداد زیادی از مذاهب رسمی که در لبنان به رسمیت شناخته شده‌اند، مسائل خانوادگی لبنان حداقل با ۱۵ قانون اساسنامه شخصی اداره می‌شود. زنان لبنانی از حمایت قانونی برخوردار هستند که بسته به مذهب آنها متفاوت است. در خانواده‌های مسلمان، سن قانونی ازدواج ممکن است به محض رسیدن کودک به بلوغ و تعدد زوجات مجاز باشد. زنان مسلمان می‌توانند به‌طور قانونی با مردان مسیحی یا یهودی ازدواج کنند. به عنوان مثال، یک مرد کاتولیک لبنانی می‌تواند با شرط تشییع فرزندان خود، با یک خانم مسلمان ازدواج کند، در غیر این صورت، این زوج ممکن است ازدواج مدنی را که در خارج از کشور انجام می‌شود ، انتخاب کنند، که می‌تواند در هر سفارتخانه لبنان ثبت شود، که به رسمیت شناخته می‌شود. فرزندان متولد یک زن لبنانی و یک مرد از کشور دیگر، فرزندانشان تابعیت لبنانی را نخواهند داشت.
سازمان‌های غیردولتی یا مردم نهاد محلی و منطقه ای به افزایش آگاهی خشونت علیه زنان در لبنان کمک کرده‌اند. سیاست‌های دولت در این باره ضعیف است و تلاش برای بهبود این حوزه با مقاومت روبرو شده‌است. قوانین لبنان مفهوم تجاوز به همسر را به رسمیت نمی‌شناسد، و تلاش برای افزودن این قانون توسط روحانیون لبنانی مورد حمله قرار گرفته‌است.

## بازنمایی سیاسی زنان در لبنان

### زنان در سیاست
زنان سی سال پس از موفقیت زنان آمریکایی، حق رأی را در نیمه قرن بیستم به دست آوردند. گرچه زنان لبنان حق رای خود را از اوایل به دست آوردند، اما فقدان عظیمی از آنها در حوزه سیاسی لبنان وجود دارد. زمینه سیاسی در لبنان، مانند بسیاری از نقاط جهان، در تسلط مردان است. این بدان معنا نیست که هیچ زنی در لبنان نقش سیاسی ندارد، اما از تعداد اندکی می‌توان در این بین نام برد.
از سال ۲۰۰۹ طبق گفته دون دانکن از مجله فرانسوی لوموند دیپلماتیکی (نسخه انگلیسی)، "با تنها ۳٫۱٪ کرسی‌ها که توسط زنان کسب شده‌اند، لبنان در پایین جدول نمایندگی پارلمان زنان در خاورمیانه قرار دارد. کشورهایی مانند: عمان (هیچ)، یمن (۰٫۳٪) و بحرین (۲٫۷٪) (۲). در حالی که همسایه انان سوریه ۱۲٫۴٪، تونس ۲۲٫۸٪ و عراق دارای سهمیه ۲۵ درصد برای زنان در مجلس قانون گذاران است.

## نقش‌های جنسیتی

### ازدواج / والدین
حقوق زنان در طول قرن‌ها در لبنان نسبت به سایر کشورهای خاورمیانه نسبتاً مترقی شده‌است زیرا قانون اسلامی (قانون شریعت) برای اجرای قوانین مورد استفاده قرار نمی‌گیرد (با این حال فرقه‌های مختلف ممکن است برخی از سنت‌ها را در جامعه خود حفظ کند). به عنوان مثال، ماده ۷ قانون اساسی لبنان ادعا می‌کند که همه شهروندان بدون توجه به جنسیت باید از حقوق و وظایف برابر برخوردار باشند. آنها همچنین ماده ۸ قانون اساسی لبنان را دارند که آزادی فردی توسط قانون تضمین می‌شود. اما زنان لبنانی هنوز با تبعیض جنسیتی روبرو هستند.